# Івановська тема
Івановська тема — тема в шаховій композиції в жанрі кооперативного мату. Суть теми — в процесі гри фігури йдуть на поля початкового розміщення практичної партії.

## Історія
Ідею запропонував у 2010 році шаховий композитор з Росії — Вадим Константинович Винокуров  (30.09.1953 — 07.05.2018).
В задачі для її рішення фігура йде на поля свого початкового розміщення шахової партії.
Вадим Винокуров народився і проживав у Росії в місті Іваново. Ідея дістала назву від географічного проживання автора задуму — івановська тема. Існує біла форма, чорна форма, подвоєна форма.

## Біла форма
При вираженні теми в білій формі тематична гра проходить білими фігурами.
|   | a | b | c | d | e | f | g | h |   |
| 8 | a7 білий король · c6 чорна тура · b5 чорний слон · c4 чорний король · d4 чорний пішак · c3 білий кінь · d2 білий слон | a7 білий король · c6 чорна тура · b5 чорний слон · c4 чорний король · d4 чорний пішак · c3 білий кінь · d2 білий слон | a7 білий король · c6 чорна тура · b5 чорний слон · c4 чорний король · d4 чорний пішак · c3 білий кінь · d2 білий слон | a7 білий король · c6 чорна тура · b5 чорний слон · c4 чорний король · d4 чорний пішак · c3 білий кінь · d2 білий слон | a7 білий король · c6 чорна тура · b5 чорний слон · c4 чорний король · d4 чорний пішак · c3 білий кінь · d2 білий слон | a7 білий король · c6 чорна тура · b5 чорний слон · c4 чорний король · d4 чорний пішак · c3 білий кінь · d2 білий слон | a7 білий король · c6 чорна тура · b5 чорний слон · c4 чорний король · d4 чорний пішак · c3 білий кінь · d2 білий слон | a7 білий король · c6 чорна тура · b5 чорний слон · c4 чорний король · d4 чорний пішак · c3 білий кінь · d2 білий слон | 8 |
| 7 | a7 білий король · c6 чорна тура · b5 чорний слон · c4 чорний король · d4 чорний пішак · c3 білий кінь · d2 білий слон | a7 білий король · c6 чорна тура · b5 чорний слон · c4 чорний король · d4 чорний пішак · c3 білий кінь · d2 білий слон | a7 білий король · c6 чорна тура · b5 чорний слон · c4 чорний король · d4 чорний пішак · c3 білий кінь · d2 білий слон | a7 білий король · c6 чорна тура · b5 чорний слон · c4 чорний король · d4 чорний пішак · c3 білий кінь · d2 білий слон | a7 білий король · c6 чорна тура · b5 чорний слон · c4 чорний король · d4 чорний пішак · c3 білий кінь · d2 білий слон | a7 білий король · c6 чорна тура · b5 чорний слон · c4 чорний король · d4 чорний пішак · c3 білий кінь · d2 білий слон | a7 білий король · c6 чорна тура · b5 чорний слон · c4 чорний король · d4 чорний пішак · c3 білий кінь · d2 білий слон | a7 білий король · c6 чорна тура · b5 чорний слон · c4 чорний король · d4 чорний пішак · c3 білий кінь · d2 білий слон | 7 |
| 6 | a7 білий король · c6 чорна тура · b5 чорний слон · c4 чорний король · d4 чорний пішак · c3 білий кінь · d2 білий слон | a7 білий король · c6 чорна тура · b5 чорний слон · c4 чорний король · d4 чорний пішак · c3 білий кінь · d2 білий слон | a7 білий король · c6 чорна тура · b5 чорний слон · c4 чорний король · d4 чорний пішак · c3 білий кінь · d2 білий слон | a7 білий король · c6 чорна тура · b5 чорний слон · c4 чорний король · d4 чорний пішак · c3 білий кінь · d2 білий слон | a7 білий король · c6 чорна тура · b5 чорний слон · c4 чорний король · d4 чорний пішак · c3 білий кінь · d2 білий слон | a7 білий король · c6 чорна тура · b5 чорний слон · c4 чорний король · d4 чорний пішак · c3 білий кінь · d2 білий слон | a7 білий король · c6 чорна тура · b5 чорний слон · c4 чорний король · d4 чорний пішак · c3 білий кінь · d2 білий слон | a7 білий король · c6 чорна тура · b5 чорний слон · c4 чорний король · d4 чорний пішак · c3 білий кінь · d2 білий слон | 6 |
| 5 | a7 білий король · c6 чорна тура · b5 чорний слон · c4 чорний король · d4 чорний пішак · c3 білий кінь · d2 білий слон | a7 білий король · c6 чорна тура · b5 чорний слон · c4 чорний король · d4 чорний пішак · c3 білий кінь · d2 білий слон | a7 білий король · c6 чорна тура · b5 чорний слон · c4 чорний король · d4 чорний пішак · c3 білий кінь · d2 білий слон | a7 білий король · c6 чорна тура · b5 чорний слон · c4 чорний король · d4 чорний пішак · c3 білий кінь · d2 білий слон | a7 білий король · c6 чорна тура · b5 чорний слон · c4 чорний король · d4 чорний пішак · c3 білий кінь · d2 білий слон | a7 білий король · c6 чорна тура · b5 чорний слон · c4 чорний король · d4 чорний пішак · c3 білий кінь · d2 білий слон | a7 білий король · c6 чорна тура · b5 чорний слон · c4 чорний король · d4 чорний пішак · c3 білий кінь · d2 білий слон | a7 білий король · c6 чорна тура · b5 чорний слон · c4 чорний король · d4 чорний пішак · c3 білий кінь · d2 білий слон | 5 |
| 4 | a7 білий король · c6 чорна тура · b5 чорний слон · c4 чорний король · d4 чорний пішак · c3 білий кінь · d2 білий слон | a7 білий король · c6 чорна тура · b5 чорний слон · c4 чорний король · d4 чорний пішак · c3 білий кінь · d2 білий слон | a7 білий король · c6 чорна тура · b5 чорний слон · c4 чорний король · d4 чорний пішак · c3 білий кінь · d2 білий слон | a7 білий король · c6 чорна тура · b5 чорний слон · c4 чорний король · d4 чорний пішак · c3 білий кінь · d2 білий слон | a7 білий король · c6 чорна тура · b5 чорний слон · c4 чорний король · d4 чорний пішак · c3 білий кінь · d2 білий слон | a7 білий король · c6 чорна тура · b5 чорний слон · c4 чорний король · d4 чорний пішак · c3 білий кінь · d2 білий слон | a7 білий король · c6 чорна тура · b5 чорний слон · c4 чорний король · d4 чорний пішак · c3 білий кінь · d2 білий слон | a7 білий король · c6 чорна тура · b5 чорний слон · c4 чорний король · d4 чорний пішак · c3 білий кінь · d2 білий слон | 4 |
| 3 | a7 білий король · c6 чорна тура · b5 чорний слон · c4 чорний король · d4 чорний пішак · c3 білий кінь · d2 білий слон | a7 білий король · c6 чорна тура · b5 чорний слон · c4 чорний король · d4 чорний пішак · c3 білий кінь · d2 білий слон | a7 білий король · c6 чорна тура · b5 чорний слон · c4 чорний король · d4 чорний пішак · c3 білий кінь · d2 білий слон | a7 білий король · c6 чорна тура · b5 чорний слон · c4 чорний король · d4 чорний пішак · c3 білий кінь · d2 білий слон | a7 білий король · c6 чорна тура · b5 чорний слон · c4 чорний король · d4 чорний пішак · c3 білий кінь · d2 білий слон | a7 білий король · c6 чорна тура · b5 чорний слон · c4 чорний король · d4 чорний пішак · c3 білий кінь · d2 білий слон | a7 білий король · c6 чорна тура · b5 чорний слон · c4 чорний король · d4 чорний пішак · c3 білий кінь · d2 білий слон | a7 білий король · c6 чорна тура · b5 чорний слон · c4 чорний король · d4 чорний пішак · c3 білий кінь · d2 білий слон | 3 |
| 2 | a7 білий король · c6 чорна тура · b5 чорний слон · c4 чорний король · d4 чорний пішак · c3 білий кінь · d2 білий слон | a7 білий король · c6 чорна тура · b5 чорний слон · c4 чорний король · d4 чорний пішак · c3 білий кінь · d2 білий слон | a7 білий король · c6 чорна тура · b5 чорний слон · c4 чорний король · d4 чорний пішак · c3 білий кінь · d2 білий слон | a7 білий король · c6 чорна тура · b5 чорний слон · c4 чорний король · d4 чорний пішак · c3 білий кінь · d2 білий слон | a7 білий король · c6 чорна тура · b5 чорний слон · c4 чорний король · d4 чорний пішак · c3 білий кінь · d2 білий слон | a7 білий король · c6 чорна тура · b5 чорний слон · c4 чорний король · d4 чорний пішак · c3 білий кінь · d2 білий слон | a7 білий король · c6 чорна тура · b5 чорний слон · c4 чорний король · d4 чорний пішак · c3 білий кінь · d2 білий слон | a7 білий король · c6 чорна тура · b5 чорний слон · c4 чорний король · d4 чорний пішак · c3 білий кінь · d2 білий слон | 2 |
| 1 | a7 білий король · c6 чорна тура · b5 чорний слон · c4 чорний король · d4 чорний пішак · c3 білий кінь · d2 білий слон | a7 білий король · c6 чорна тура · b5 чорний слон · c4 чорний король · d4 чорний пішак · c3 білий кінь · d2 білий слон | a7 білий король · c6 чорна тура · b5 чорний слон · c4 чорний король · d4 чорний пішак · c3 білий кінь · d2 білий слон | a7 білий король · c6 чорна тура · b5 чорний слон · c4 чорний король · d4 чорний пішак · c3 білий кінь · d2 білий слон | a7 білий король · c6 чорна тура · b5 чорний слон · c4 чорний король · d4 чорний пішак · c3 білий кінь · d2 білий слон | a7 білий король · c6 чорна тура · b5 чорний слон · c4 чорний король · d4 чорний пішак · c3 білий кінь · d2 білий слон | a7 білий король · c6 чорна тура · b5 чорний слон · c4 чорний король · d4 чорний пішак · c3 білий кінь · d2 білий слон | a7 білий король · c6 чорна тура · b5 чорний слон · c4 чорний король · d4 чорний пішак · c3 білий кінь · d2 білий слон | 1 |
|   | a | b | c | d | e | f | g | h |   |

FEN: 8/K7/2r5/1b6/2kp4/2N5/3B4/8
b) d4 → c5

a) 1.Kc5 Bc1! 2.Bc4 Ba3# (IM)

b) 1.Ba4 Sb1! 2.Kb5 Sa3# (IM)
Тематична гра білих фігур — слон і кінь ходять на поля, які вони займали на початку шахової партії.

## Чорна форма
При вираженні теми в чорній формі тематична гра проходить чорними фігурами.
|   | a | b | c | d | e | f | g | h |   |
| 8 | b8 білий король · b7 білий пішак · e6 чорний слон · g3 чорна тура · h3 чорний король · a2 чорна тура | b8 білий король · b7 білий пішак · e6 чорний слон · g3 чорна тура · h3 чорний король · a2 чорна тура | b8 білий король · b7 білий пішак · e6 чорний слон · g3 чорна тура · h3 чорний король · a2 чорна тура | b8 білий король · b7 білий пішак · e6 чорний слон · g3 чорна тура · h3 чорний король · a2 чорна тура | b8 білий король · b7 білий пішак · e6 чорний слон · g3 чорна тура · h3 чорний король · a2 чорна тура | b8 білий король · b7 білий пішак · e6 чорний слон · g3 чорна тура · h3 чорний король · a2 чорна тура | b8 білий король · b7 білий пішак · e6 чорний слон · g3 чорна тура · h3 чорний король · a2 чорна тура | b8 білий король · b7 білий пішак · e6 чорний слон · g3 чорна тура · h3 чорний король · a2 чорна тура | 8 |
| 7 | b8 білий король · b7 білий пішак · e6 чорний слон · g3 чорна тура · h3 чорний король · a2 чорна тура | b8 білий король · b7 білий пішак · e6 чорний слон · g3 чорна тура · h3 чорний король · a2 чорна тура | b8 білий король · b7 білий пішак · e6 чорний слон · g3 чорна тура · h3 чорний король · a2 чорна тура | b8 білий король · b7 білий пішак · e6 чорний слон · g3 чорна тура · h3 чорний король · a2 чорна тура | b8 білий король · b7 білий пішак · e6 чорний слон · g3 чорна тура · h3 чорний король · a2 чорна тура | b8 білий король · b7 білий пішак · e6 чорний слон · g3 чорна тура · h3 чорний король · a2 чорна тура | b8 білий король · b7 білий пішак · e6 чорний слон · g3 чорна тура · h3 чорний король · a2 чорна тура | b8 білий король · b7 білий пішак · e6 чорний слон · g3 чорна тура · h3 чорний король · a2 чорна тура | 7 |
| 6 | b8 білий король · b7 білий пішак · e6 чорний слон · g3 чорна тура · h3 чорний король · a2 чорна тура | b8 білий король · b7 білий пішак · e6 чорний слон · g3 чорна тура · h3 чорний король · a2 чорна тура | b8 білий король · b7 білий пішак · e6 чорний слон · g3 чорна тура · h3 чорний король · a2 чорна тура | b8 білий король · b7 білий пішак · e6 чорний слон · g3 чорна тура · h3 чорний король · a2 чорна тура | b8 білий король · b7 білий пішак · e6 чорний слон · g3 чорна тура · h3 чорний король · a2 чорна тура | b8 білий король · b7 білий пішак · e6 чорний слон · g3 чорна тура · h3 чорний король · a2 чорна тура | b8 білий король · b7 білий пішак · e6 чорний слон · g3 чорна тура · h3 чорний король · a2 чорна тура | b8 білий король · b7 білий пішак · e6 чорний слон · g3 чорна тура · h3 чорний король · a2 чорна тура | 6 |
| 5 | b8 білий король · b7 білий пішак · e6 чорний слон · g3 чорна тура · h3 чорний король · a2 чорна тура | b8 білий король · b7 білий пішак · e6 чорний слон · g3 чорна тура · h3 чорний король · a2 чорна тура | b8 білий король · b7 білий пішак · e6 чорний слон · g3 чорна тура · h3 чорний король · a2 чорна тура | b8 білий король · b7 білий пішак · e6 чорний слон · g3 чорна тура · h3 чорний король · a2 чорна тура | b8 білий король · b7 білий пішак · e6 чорний слон · g3 чорна тура · h3 чорний король · a2 чорна тура | b8 білий король · b7 білий пішак · e6 чорний слон · g3 чорна тура · h3 чорний король · a2 чорна тура | b8 білий король · b7 білий пішак · e6 чорний слон · g3 чорна тура · h3 чорний король · a2 чорна тура | b8 білий король · b7 білий пішак · e6 чорний слон · g3 чорна тура · h3 чорний король · a2 чорна тура | 5 |
| 4 | b8 білий король · b7 білий пішак · e6 чорний слон · g3 чорна тура · h3 чорний король · a2 чорна тура | b8 білий король · b7 білий пішак · e6 чорний слон · g3 чорна тура · h3 чорний король · a2 чорна тура | b8 білий король · b7 білий пішак · e6 чорний слон · g3 чорна тура · h3 чорний король · a2 чорна тура | b8 білий король · b7 білий пішак · e6 чорний слон · g3 чорна тура · h3 чорний король · a2 чорна тура | b8 білий король · b7 білий пішак · e6 чорний слон · g3 чорна тура · h3 чорний король · a2 чорна тура | b8 білий король · b7 білий пішак · e6 чорний слон · g3 чорна тура · h3 чорний король · a2 чорна тура | b8 білий король · b7 білий пішак · e6 чорний слон · g3 чорна тура · h3 чорний король · a2 чорна тура | b8 білий король · b7 білий пішак · e6 чорний слон · g3 чорна тура · h3 чорний король · a2 чорна тура | 4 |
| 3 | b8 білий король · b7 білий пішак · e6 чорний слон · g3 чорна тура · h3 чорний король · a2 чорна тура | b8 білий король · b7 білий пішак · e6 чорний слон · g3 чорна тура · h3 чорний король · a2 чорна тура | b8 білий король · b7 білий пішак · e6 чорний слон · g3 чорна тура · h3 чорний король · a2 чорна тура | b8 білий король · b7 білий пішак · e6 чорний слон · g3 чорна тура · h3 чорний король · a2 чорна тура | b8 білий король · b7 білий пішак · e6 чорний слон · g3 чорна тура · h3 чорний король · a2 чорна тура | b8 білий король · b7 білий пішак · e6 чорний слон · g3 чорна тура · h3 чорний король · a2 чорна тура | b8 білий король · b7 білий пішак · e6 чорний слон · g3 чорна тура · h3 чорний король · a2 чорна тура | b8 білий король · b7 білий пішак · e6 чорний слон · g3 чорна тура · h3 чорний король · a2 чорна тура | 3 |
| 2 | b8 білий король · b7 білий пішак · e6 чорний слон · g3 чорна тура · h3 чорний король · a2 чорна тура | b8 білий король · b7 білий пішак · e6 чорний слон · g3 чорна тура · h3 чорний король · a2 чорна тура | b8 білий король · b7 білий пішак · e6 чорний слон · g3 чорна тура · h3 чорний король · a2 чорна тура | b8 білий король · b7 білий пішак · e6 чорний слон · g3 чорна тура · h3 чорний король · a2 чорна тура | b8 білий король · b7 білий пішак · e6 чорний слон · g3 чорна тура · h3 чорний король · a2 чорна тура | b8 білий король · b7 білий пішак · e6 чорний слон · g3 чорна тура · h3 чорний король · a2 чорна тура | b8 білий король · b7 білий пішак · e6 чорний слон · g3 чорна тура · h3 чорний король · a2 чорна тура | b8 білий король · b7 білий пішак · e6 чорний слон · g3 чорна тура · h3 чорний король · a2 чорна тура | 2 |
| 1 | b8 білий король · b7 білий пішак · e6 чорний слон · g3 чорна тура · h3 чорний король · a2 чорна тура | b8 білий король · b7 білий пішак · e6 чорний слон · g3 чорна тура · h3 чорний король · a2 чорна тура | b8 білий король · b7 білий пішак · e6 чорний слон · g3 чорна тура · h3 чорний король · a2 чорна тура | b8 білий король · b7 білий пішак · e6 чорний слон · g3 чорна тура · h3 чорний король · a2 чорна тура | b8 білий король · b7 білий пішак · e6 чорний слон · g3 чорна тура · h3 чорний король · a2 чорна тура | b8 білий король · b7 білий пішак · e6 чорний слон · g3 чорна тура · h3 чорний король · a2 чорна тура | b8 білий король · b7 білий пішак · e6 чорний слон · g3 чорна тура · h3 чорний король · a2 чорна тура | b8 білий король · b7 білий пішак · e6 чорний слон · g3 чорна тура · h3 чорний король · a2 чорна тура | 1 |
|   | a | b | c | d | e | f | g | h |   |

FEN: 1K6/1P6/4b3/8/8/6rk/r7/8
b) +f3

a) 1.Ra8+ bxa8=Q 2.Bg4 Qh1# (MM)

b) 1.Bc8 bxc8=R 2.Rag2 Rh8# (MM)
Тематична гра чорних фігур — тура і слон ходять на поля, які вони займали на початку шахової партії.

## Подвоєна форма
При вираженні теми в подвоєній формі тематична гра проходить двома тематичними фігурами.
|   | a | b | c | d | e | f | g | h |   |
| 8 | d8 чорна тура · e8 білий слон · f8 чорний король · g8 чорна тура · h8 білий кінь · d7 чорний пішак · e7 чорний кінь · g7 чорний слон · f4 білий король | d8 чорна тура · e8 білий слон · f8 чорний король · g8 чорна тура · h8 білий кінь · d7 чорний пішак · e7 чорний кінь · g7 чорний слон · f4 білий король | d8 чорна тура · e8 білий слон · f8 чорний король · g8 чорна тура · h8 білий кінь · d7 чорний пішак · e7 чорний кінь · g7 чорний слон · f4 білий король | d8 чорна тура · e8 білий слон · f8 чорний король · g8 чорна тура · h8 білий кінь · d7 чорний пішак · e7 чорний кінь · g7 чорний слон · f4 білий король | d8 чорна тура · e8 білий слон · f8 чорний король · g8 чорна тура · h8 білий кінь · d7 чорний пішак · e7 чорний кінь · g7 чорний слон · f4 білий король | d8 чорна тура · e8 білий слон · f8 чорний король · g8 чорна тура · h8 білий кінь · d7 чорний пішак · e7 чорний кінь · g7 чорний слон · f4 білий король | d8 чорна тура · e8 білий слон · f8 чорний король · g8 чорна тура · h8 білий кінь · d7 чорний пішак · e7 чорний кінь · g7 чорний слон · f4 білий король | d8 чорна тура · e8 білий слон · f8 чорний король · g8 чорна тура · h8 білий кінь · d7 чорний пішак · e7 чорний кінь · g7 чорний слон · f4 білий король | 8 |
| 7 | d8 чорна тура · e8 білий слон · f8 чорний король · g8 чорна тура · h8 білий кінь · d7 чорний пішак · e7 чорний кінь · g7 чорний слон · f4 білий король | d8 чорна тура · e8 білий слон · f8 чорний король · g8 чорна тура · h8 білий кінь · d7 чорний пішак · e7 чорний кінь · g7 чорний слон · f4 білий король | d8 чорна тура · e8 білий слон · f8 чорний король · g8 чорна тура · h8 білий кінь · d7 чорний пішак · e7 чорний кінь · g7 чорний слон · f4 білий король | d8 чорна тура · e8 білий слон · f8 чорний король · g8 чорна тура · h8 білий кінь · d7 чорний пішак · e7 чорний кінь · g7 чорний слон · f4 білий король | d8 чорна тура · e8 білий слон · f8 чорний король · g8 чорна тура · h8 білий кінь · d7 чорний пішак · e7 чорний кінь · g7 чорний слон · f4 білий король | d8 чорна тура · e8 білий слон · f8 чорний король · g8 чорна тура · h8 білий кінь · d7 чорний пішак · e7 чорний кінь · g7 чорний слон · f4 білий король | d8 чорна тура · e8 білий слон · f8 чорний король · g8 чорна тура · h8 білий кінь · d7 чорний пішак · e7 чорний кінь · g7 чорний слон · f4 білий король | d8 чорна тура · e8 білий слон · f8 чорний король · g8 чорна тура · h8 білий кінь · d7 чорний пішак · e7 чорний кінь · g7 чорний слон · f4 білий король | 7 |
| 6 | d8 чорна тура · e8 білий слон · f8 чорний король · g8 чорна тура · h8 білий кінь · d7 чорний пішак · e7 чорний кінь · g7 чорний слон · f4 білий король | d8 чорна тура · e8 білий слон · f8 чорний король · g8 чорна тура · h8 білий кінь · d7 чорний пішак · e7 чорний кінь · g7 чорний слон · f4 білий король | d8 чорна тура · e8 білий слон · f8 чорний король · g8 чорна тура · h8 білий кінь · d7 чорний пішак · e7 чорний кінь · g7 чорний слон · f4 білий король | d8 чорна тура · e8 білий слон · f8 чорний король · g8 чорна тура · h8 білий кінь · d7 чорний пішак · e7 чорний кінь · g7 чорний слон · f4 білий король | d8 чорна тура · e8 білий слон · f8 чорний король · g8 чорна тура · h8 білий кінь · d7 чорний пішак · e7 чорний кінь · g7 чорний слон · f4 білий король | d8 чорна тура · e8 білий слон · f8 чорний король · g8 чорна тура · h8 білий кінь · d7 чорний пішак · e7 чорний кінь · g7 чорний слон · f4 білий король | d8 чорна тура · e8 білий слон · f8 чорний король · g8 чорна тура · h8 білий кінь · d7 чорний пішак · e7 чорний кінь · g7 чорний слон · f4 білий король | d8 чорна тура · e8 білий слон · f8 чорний король · g8 чорна тура · h8 білий кінь · d7 чорний пішак · e7 чорний кінь · g7 чорний слон · f4 білий король | 6 |
| 5 | d8 чорна тура · e8 білий слон · f8 чорний король · g8 чорна тура · h8 білий кінь · d7 чорний пішак · e7 чорний кінь · g7 чорний слон · f4 білий король | d8 чорна тура · e8 білий слон · f8 чорний король · g8 чорна тура · h8 білий кінь · d7 чорний пішак · e7 чорний кінь · g7 чорний слон · f4 білий король | d8 чорна тура · e8 білий слон · f8 чорний король · g8 чорна тура · h8 білий кінь · d7 чорний пішак · e7 чорний кінь · g7 чорний слон · f4 білий король | d8 чорна тура · e8 білий слон · f8 чорний король · g8 чорна тура · h8 білий кінь · d7 чорний пішак · e7 чорний кінь · g7 чорний слон · f4 білий король | d8 чорна тура · e8 білий слон · f8 чорний король · g8 чорна тура · h8 білий кінь · d7 чорний пішак · e7 чорний кінь · g7 чорний слон · f4 білий король | d8 чорна тура · e8 білий слон · f8 чорний король · g8 чорна тура · h8 білий кінь · d7 чорний пішак · e7 чорний кінь · g7 чорний слон · f4 білий король | d8 чорна тура · e8 білий слон · f8 чорний король · g8 чорна тура · h8 білий кінь · d7 чорний пішак · e7 чорний кінь · g7 чорний слон · f4 білий король | d8 чорна тура · e8 білий слон · f8 чорний король · g8 чорна тура · h8 білий кінь · d7 чорний пішак · e7 чорний кінь · g7 чорний слон · f4 білий король | 5 |
| 4 | d8 чорна тура · e8 білий слон · f8 чорний король · g8 чорна тура · h8 білий кінь · d7 чорний пішак · e7 чорний кінь · g7 чорний слон · f4 білий король | d8 чорна тура · e8 білий слон · f8 чорний король · g8 чорна тура · h8 білий кінь · d7 чорний пішак · e7 чорний кінь · g7 чорний слон · f4 білий король | d8 чорна тура · e8 білий слон · f8 чорний король · g8 чорна тура · h8 білий кінь · d7 чорний пішак · e7 чорний кінь · g7 чорний слон · f4 білий король | d8 чорна тура · e8 білий слон · f8 чорний король · g8 чорна тура · h8 білий кінь · d7 чорний пішак · e7 чорний кінь · g7 чорний слон · f4 білий король | d8 чорна тура · e8 білий слон · f8 чорний король · g8 чорна тура · h8 білий кінь · d7 чорний пішак · e7 чорний кінь · g7 чорний слон · f4 білий король | d8 чорна тура · e8 білий слон · f8 чорний король · g8 чорна тура · h8 білий кінь · d7 чорний пішак · e7 чорний кінь · g7 чорний слон · f4 білий король | d8 чорна тура · e8 білий слон · f8 чорний король · g8 чорна тура · h8 білий кінь · d7 чорний пішак · e7 чорний кінь · g7 чорний слон · f4 білий король | d8 чорна тура · e8 білий слон · f8 чорний король · g8 чорна тура · h8 білий кінь · d7 чорний пішак · e7 чорний кінь · g7 чорний слон · f4 білий король | 4 |
| 3 | d8 чорна тура · e8 білий слон · f8 чорний король · g8 чорна тура · h8 білий кінь · d7 чорний пішак · e7 чорний кінь · g7 чорний слон · f4 білий король | d8 чорна тура · e8 білий слон · f8 чорний король · g8 чорна тура · h8 білий кінь · d7 чорний пішак · e7 чорний кінь · g7 чорний слон · f4 білий король | d8 чорна тура · e8 білий слон · f8 чорний король · g8 чорна тура · h8 білий кінь · d7 чорний пішак · e7 чорний кінь · g7 чорний слон · f4 білий король | d8 чорна тура · e8 білий слон · f8 чорний король · g8 чорна тура · h8 білий кінь · d7 чорний пішак · e7 чорний кінь · g7 чорний слон · f4 білий король | d8 чорна тура · e8 білий слон · f8 чорний король · g8 чорна тура · h8 білий кінь · d7 чорний пішак · e7 чорний кінь · g7 чорний слон · f4 білий король | d8 чорна тура · e8 білий слон · f8 чорний король · g8 чорна тура · h8 білий кінь · d7 чорний пішак · e7 чорний кінь · g7 чорний слон · f4 білий король | d8 чорна тура · e8 білий слон · f8 чорний король · g8 чорна тура · h8 білий кінь · d7 чорний пішак · e7 чорний кінь · g7 чорний слон · f4 білий король | d8 чорна тура · e8 білий слон · f8 чорний король · g8 чорна тура · h8 білий кінь · d7 чорний пішак · e7 чорний кінь · g7 чорний слон · f4 білий король | 3 |
| 2 | d8 чорна тура · e8 білий слон · f8 чорний король · g8 чорна тура · h8 білий кінь · d7 чорний пішак · e7 чорний кінь · g7 чорний слон · f4 білий король | d8 чорна тура · e8 білий слон · f8 чорний король · g8 чорна тура · h8 білий кінь · d7 чорний пішак · e7 чорний кінь · g7 чорний слон · f4 білий король | d8 чорна тура · e8 білий слон · f8 чорний король · g8 чорна тура · h8 білий кінь · d7 чорний пішак · e7 чорний кінь · g7 чорний слон · f4 білий король | d8 чорна тура · e8 білий слон · f8 чорний король · g8 чорна тура · h8 білий кінь · d7 чорний пішак · e7 чорний кінь · g7 чорний слон · f4 білий король | d8 чорна тура · e8 білий слон · f8 чорний король · g8 чорна тура · h8 білий кінь · d7 чорний пішак · e7 чорний кінь · g7 чорний слон · f4 білий король | d8 чорна тура · e8 білий слон · f8 чорний король · g8 чорна тура · h8 білий кінь · d7 чорний пішак · e7 чорний кінь · g7 чорний слон · f4 білий король | d8 чорна тура · e8 білий слон · f8 чорний король · g8 чорна тура · h8 білий кінь · d7 чорний пішак · e7 чорний кінь · g7 чорний слон · f4 білий король | d8 чорна тура · e8 білий слон · f8 чорний король · g8 чорна тура · h8 білий кінь · d7 чорний пішак · e7 чорний кінь · g7 чорний слон · f4 білий король | 2 |
| 1 | d8 чорна тура · e8 білий слон · f8 чорний король · g8 чорна тура · h8 білий кінь · d7 чорний пішак · e7 чорний кінь · g7 чорний слон · f4 білий король | d8 чорна тура · e8 білий слон · f8 чорний король · g8 чорна тура · h8 білий кінь · d7 чорний пішак · e7 чорний кінь · g7 чорний слон · f4 білий король | d8 чорна тура · e8 білий слон · f8 чорний король · g8 чорна тура · h8 білий кінь · d7 чорний пішак · e7 чорний кінь · g7 чорний слон · f4 білий король | d8 чорна тура · e8 білий слон · f8 чорний король · g8 чорна тура · h8 білий кінь · d7 чорний пішак · e7 чорний кінь · g7 чорний слон · f4 білий король | d8 чорна тура · e8 білий слон · f8 чорний король · g8 чорна тура · h8 білий кінь · d7 чорний пішак · e7 чорний кінь · g7 чорний слон · f4 білий король | d8 чорна тура · e8 білий слон · f8 чорний король · g8 чорна тура · h8 білий кінь · d7 чорний пішак · e7 чорний кінь · g7 чорний слон · f4 білий король | d8 чорна тура · e8 білий слон · f8 чорний король · g8 чорна тура · h8 білий кінь · d7 чорний пішак · e7 чорний кінь · g7 чорний слон · f4 білий король | d8 чорна тура · e8 білий слон · f8 чорний король · g8 чорна тура · h8 білий кінь · d7 чорний пішак · e7 чорний кінь · g7 чорний слон · f4 білий король | 1 |
|   | a | b | c | d | e | f | g | h |   |

FEN: 3rBkrN/3pn1b1/8/8/5K2/8/8/8
b) f8 → h7

a) 1.Kxe8 Sf7  2.Bf8 Sd6# (MM)

b) 1.Rxh8 Kg5 2.Sg8 Bg6# (MM)
В першому близнюку грають чорні тематичні фігури король і слон, а в другому близнюку — тура і кінь, вони ходять на поля, які займали на початку шахової партії. В задачі додатково виражено тему Зілахі.